# Třída Vauquelin
Třída Vauquelin byla třída „supertorpédoborců“ francouzského námořnictva postavených před druhou světovou válkou. Třídu tvořilo šest jednotek. Všechny byly za války ztraceny.

## Stavba
Šest jednotek této třídy bylo objednáno v rámci programu pro roky 1928–1929. Jednalo se o vylepšenou verzi předcházející třídy Aigle. Do služby byly přijaty v letech 1933–1934. Do jejich stavby se zapojilo pět loděnic. Dvě jednotky postavila loděnice Ateliers et Chantiers de la Loire v Saint-Nazaire a dále po jedné loděnice Ateliers et Chantiers de France v Dunkerku, Ateliers et Chantiers de Penhoët v Saint-Nazaire, Ateliers et Chantiers de Bretagne v Nantes, Forges et Chantiers de la Méditerranée v La Seyne.
Jednotky třídy Vauquelin:
| Jméno          | Loděnice                               | Založení kýlu | Spuštěna           | Vstup do služby | Osud |
| -------------- | -------------------------------------- | ------------- | ------------------ | --------------- | --- |
| Vauquelin      | Ateliers et Chantiers de France        | 1930          | 29. března 1931    | březen 1934     | V letech 1940–1942 podřízen vládě ve Vichy. Dne 27. listopadu 1942 v Toulonu potopen vlastní posádkou.  |
| Cassard        | Ateliers et Chantiers de Bretagne      | 1930          | 8. listopadu 1931  | říjen 1933      | V letech 1940–1942 podřízen vládě ve Vichy. Dne 27. listopadu 1942 v Toulonu potopen vlastní posádkou.  |
| Maillé Brézé   | Ateliers et Chantiers de Penhoët       | 1930          | 9. listopadu 1931  | duben 1934      | Dne 30. dubna 1940 ho v Greenocku zničil výbuch vlastního torpéda.                                      |
| Kersaint       | Ateliers et Chantiers de la Loire      | 1930          | 14. listopadu 1931 | leden 1934      | V letech 1940–1942 podřízen vládě ve Vichy. Dne 27. listopadu 1942 v Toulonu potopen vlastní posádkou.  |
| Tartu          | Ateliers et Chantiers de la Loire      | 1930          | 7. prosince 1931   | únor 1933       | V letech 1940–1942 podřízen vládě ve Vichy. Dne 27. listopadu 1942 v Toulonu potopen vlastní posádkou.  |
| Chevalier Paul | Forges et Chantiers de la Méditerranée | 1931          | 21. března 1932    | srpen 1934      | V letech 1940–1941 podřízen vládě ve Vichy. Dne 16. června 1941 u Latákie potopen britskými bombardéry. |

## Konstrukce

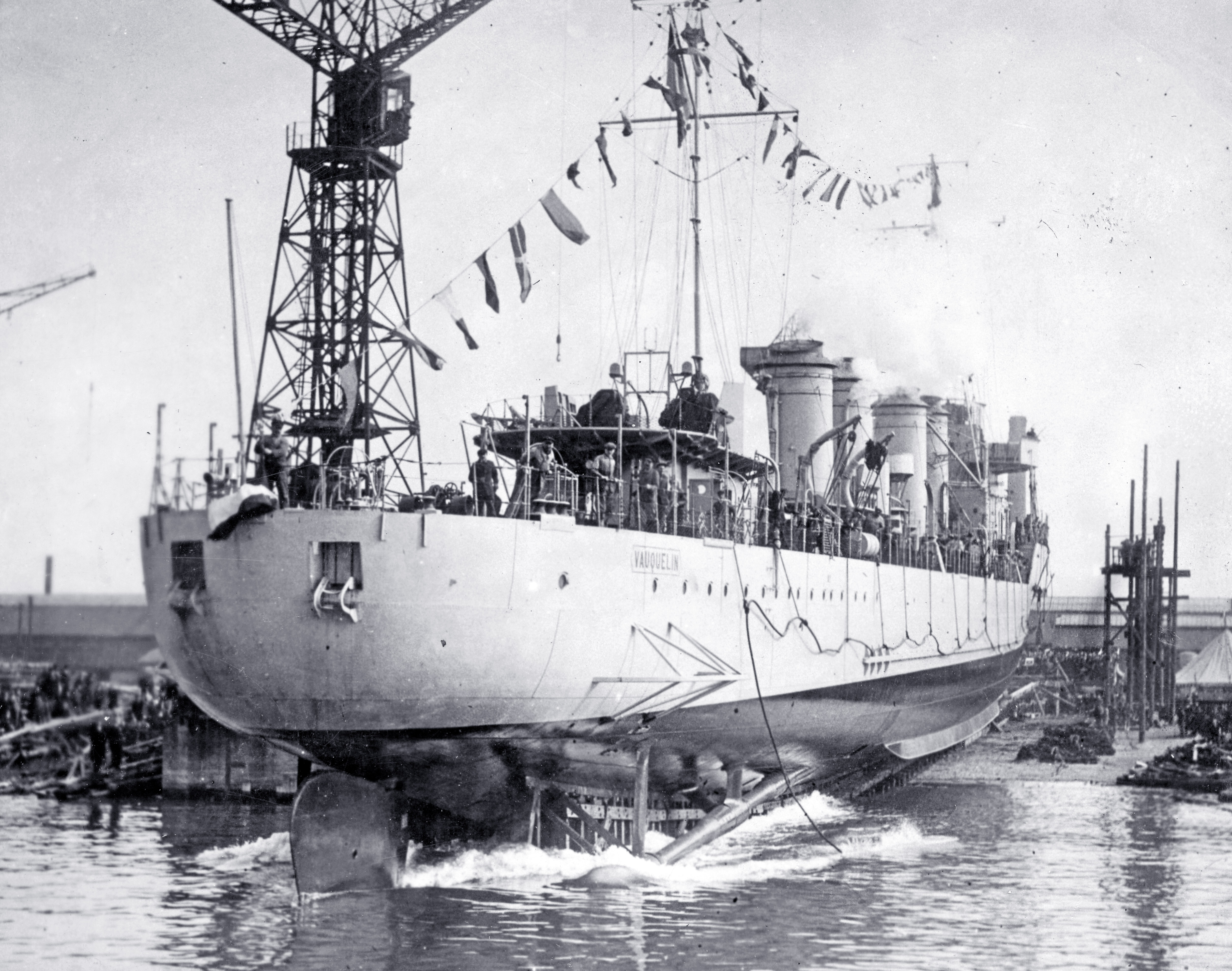
Vauquelin při spuštění na vodu

Plavidla měla typickou čtyřkomínovou siluetu. Výzbroj tvořilo pět 138,6mm kanónů umístěných v jednodělových věžích. Ty doplňovaly čtyři 37mm kanóny, čtyři 13,2mm kulomety a sedm 550mm torpédometů. K ničení ponorek sloužily dvě skluzavky hlubinných pum. Mohly nést až 50 min. Pohonný systém tvořily čtyři kotle (Yarrow nebo Penhoët) a dvě turbínová soustrojí Parsons (Cassard Rateau-Bretagne, Vauquelin Zoelly) o výkonu 64 000 shp, pohánějící dva lodní šrouby. Nejvyšší rychlost dosahovala 36 uzlů. Dosah byl 3650 námořních mil při rychlosti 18 uzlů.